# خنزير أبيض (شعار)

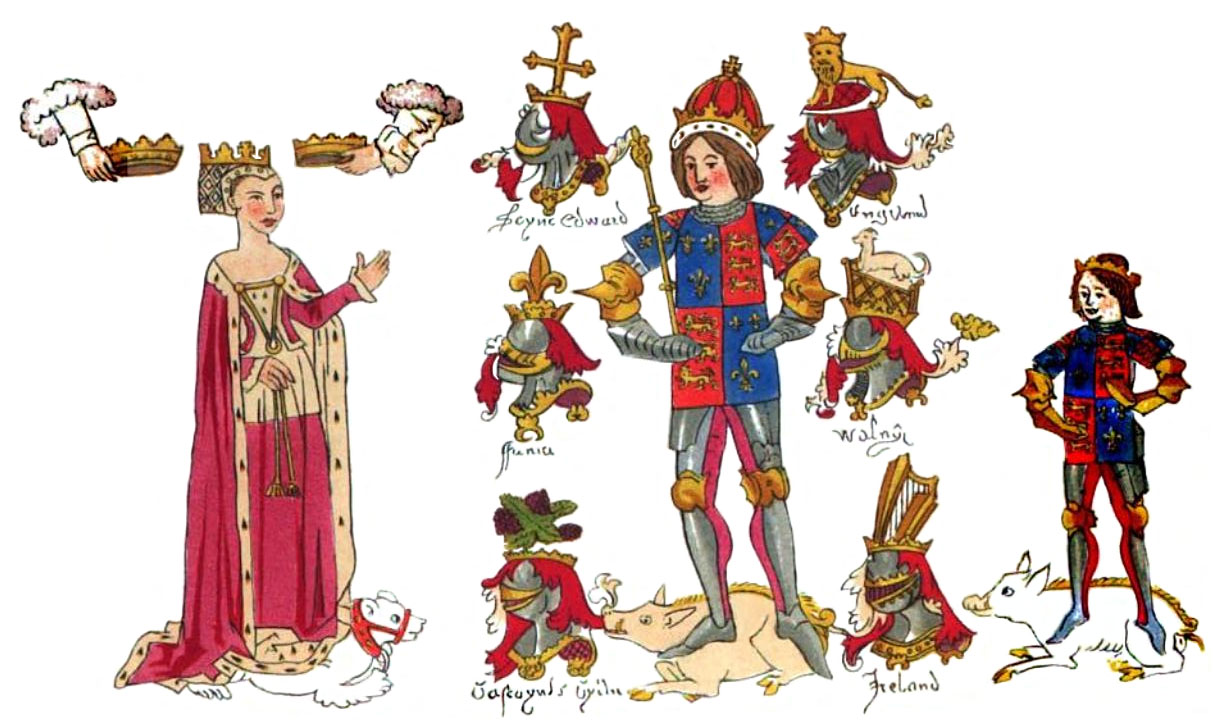
الملك ريتشارد الثالث مع ابنه وهما واقفين على خنزيرين أبيضين

الخنزير الأبيض (بالإنجليزية: White boar)‏ هو شعار النبالة أو لافتة استخدمها ريتشارد الثالث (1452—1485، حكم به في عام 1483) ويعتبر هذا الشعار المتمثل في خنزير هي البداية المبكرة في وضع الخنازير كشعار نبالة للملوك.